# Philip Moore, Baron Moore of Wolvercote
Philip Brian Cecil Moore, Baron Moore of Wolvercote  GCB GCVO CMG QSO PC (* 6. April 1921 in Indien; † 7. April 2009) war ein britischer Beamter, der insbesondere viele Jahre im Stab von Königin Elisabeth II. tätig war.

## Leben und Karriere
Philip Moore, Sohn von Cecil Moore, besuchte die Dragon School, das Cheltenham College und das Brasenose College an der University of Oxford. Im Zweiten Weltkrieg war er als Flight Lieutenant bei der Royal Air Force. Während des Krieges befand er sich zeitweise in Kriegsgefangenschaft.
Moore war von 1957 bis 1958 Privatsekretär von George Douglas-Hamilton, 10. Earl of Selkirk,  als letzterer Erster Lord der Admiralität war. 1963 bis 1965 war Moore stellvertretender und zeitweise auch amtierender Hochkommissar in Singapur. Von 1965 bis 1966 folgte eine Tätigkeit als Leiter der Abteilung für Presse- und Öffentlichkeitsarbeit des Ministry of Defence.
Von 1966 bis 1972 war Moore als Assistant Private Secretary bei Königin Elisabeth II., dann als Deputy Private Secretary  bis 1977 tätig. Seit diesem Jahr gehörte er auch dem Privy Council an. Bis 1986 diente er Elisabeth dann als Privatsekretär. 1981 wurde er zum Mitglied des Brasenose College gewählt.
1986 bis 1991 war er Direktor der General Accident Fire and Life Assurance Company. Außerdem wurde er 1986 Vorsitzender der Treuhänder der King George VI and Queen Elizabeth Foundation of St Catharine's (Cumberland Lodge) und blieb dies bis 1997. Moore war auch Vize-Präsident der Society for Promoting Christian Knowledge.
Nach seiner Pensionierung wurde Moore am 22. Juli 1986 zum Life Peer als Baron Moore of Wolvercote, of Wolvercote in the City of Oxford, erhoben. Im House of Lords saß er als Crossbencher.

## Familie
Lord Moore war seit 1945 mit Joanna Ursula Greenop verheiratet, mit der er zwei Töchter hatte. Sein früherer Schwiegersohn war Peter Gabriel, dessen Tochter Melanie Gabriel ist seine Enkelin.